# Northrop
Northrop je bilo vodilno podjetje v ZDA, ki je izdelovalo letala. V svoji zgodovini je imelo kar nekaj nizkih udarcev, zato se je leta 1994 združilo s podjetjem Grumman in se danes imenuje Northrop Grumman. Danes je tretje največje podjetje, ki se ukvarja z vojaško tehnologijo.

## Zgodovina

### Začetek
Jack Northrop je po nekaj spodrsljajih odprl družbo Northrop. Začel je v avgustu leta 1939. Bil je največji konstruktor aerodinamike tedanjega časa. Konstruiral je krila za letalo Lockheed Vega in DC-3. Northrop si je prizadeval za napredek v aerodinamiki. Prizadevanja so bila na projektu »flying wing« (letečo krilo). Kmalu je projekt obrodil sadove z letalama B-35 in njegova reaktivna različica B-49.

### Prvi dvoboj
B-35 se je pomeril z letalom B-36 na ameriškem natečaju za bombnika z velikim doletom. Med tema dvema letaloma ni bilo primerjave saj je B-35 imel 3x boljšo aerodinamiko. Toda takrat je bil Northrop še malo podjetje z malo izkušnjami. Edino letalo ki so ga izdelovali je bilo P-61 Black Widow, ki je bil zasnovan po letalu Lockheed P-31. Vseboval pa je Northropovo aerodinamiko. Bil je proizvoden v zelo odmerjenih količinah. Stuart Symington je bil pripravljen uvesti letalo v redno proizvodno. Vendar je imel pogoj, ki ga Northrop ni mogel izvršiti. Zato se je z mislijo, da mu je spodletelo upokojil. Upokojil se je leta 1952.

### Napredek v razvoju letala »letečo krilo«
Letalo B-49 je dokazalo, da je »letečo krilo« lahko še bolj aerodinamično in naprednejšo. Če bi katero od letal B-35 ali B-49 uvrstilo v nadaljnjo proizvodnjo, bi bila cela generacija letal B-36, B-47, B-52, in B-1 nepotrebna.
ZDA so se zaradi potrebe po tehnologiji »stealth« odločila, da se vrne k projektu. To se je zgodilo 30 let po propadu projekta B-35. Northrop je izdelal letalo B-2, ki ima razpon kril enak kot letalo B-35. Northrop je tik pred smrtjo dobil dovoljenje, da pokaže letalo javnosti. Do takrat je bil to zelo skrivnosten projekt.

### Lahki prestreznik F-5
Northrop si je z lahkim prestreznikom F-5 še utrdil položaj v proizvodnji vojaški letal. Vendar to letalo nikoli ni prišlo do izraza v ZDA. Vendar pa Northrop ni ostal praznih rok, ampak so dobili naročilo 1000 letal T-38. Kasneje je Northrop začel izvažati zmogljivejši verziji F-5A in F-5E. Kmalu je izvažanje postalo njihovo primarno delo. V Northropu so jih izdelali 2700 v tridesetih državah. Izboljšano verzijo F-5E tiger II pa so prodali dvajsetim državam.
V zgodnjih sedemdesetih razvil letalo P-530, ki je imelo dva motorja. Od F-5A in F-5E se je razlikoval po večjem doletu in večji oborožitvi. Izvoz pa so usmerili v Španijo, Avstralijo in Kanado. 
Tudi doma je začel žeti uspehe. Z McDonnell-Douglas (McAir) so dobili naročilo za izdelavo prototipa YF-17. Nasproti mu je stalo letalo YF-16. Letali sta si bili tako podobni, da sta bili obe izbrani. Vendar so se odločili da letalo YF-17 uporabljajo kot palubno letalo, saj je imelo dva motorja in je s tem doseglo vzletno hitrost zelo hitro. Kasneje se je to letalo poimenovalo F-18 Hornet.
Najpomembnejši izvozni letali pri Northropu sta bili P-530/F-18. Vendar si je Northrop prizadeval izboljšati verzijo F-5E. Saj so bili mišljenja, da bi lahko uspešno zamenjal sedanjo verzijo, ki je bila izvozno zelo uspešna. Najbolj se je za letalo zanimala država Taivan. Z Carterjevo administracijo so tudi prodali vse letala F-5G (predelana verzija F-5E, ki se imenuje tudi F-20 tigershark) tej državi. Nadomestil jih je F-16.

### Vzponi in padci
Z Reaganovo administracijo so prišli tudi zlati časi za Northrop. Podpisali so pogodbo za letala B-2, ki pa so morala biti izdelana v tajnosti. Prvo naj bi jih bilo naročeno 135, vendar zaradi velike cene so to število zmanjšali na 20. Bombnik B-2 ni nevidno letalo. Vendar je na radarski sliki tako majhno, da jo zazna šele nekaj kilometrov pred radarjem. 
Največji polom je doživelo letalo F-20 tigershark. Northrop ga je dolga leta poskušal prodati kakšni državi, vendar neuspešno. Problem je bil tudi letalo F-16, ki je bilo zmogljivejše kot to letalo.
Northrop je danes zelo uspešno podjetje, vendar mu ni uspelo dobiti kakšnega večjega projekta. Vnovič je izgubil na natečaju za zamenjavo letala F-15. Northrop je predstavil letalo F-23, ki je izgubilo proti konkretnemu letalu F-22. Čeprav so nekateri menili, da je letalo F-23 bolj aerodinamično izpopolnjeno.

## Združitev podjetja Northrop in Grumman
Danes se je podjetje združeno s podjetjem Grumman. Podjetji sta se združili leta 1994. Obe podjetji sta se že uveljavila pred združenjem. Podjetje Grumman je zaslovelo s proizvodnjo kupole Apollo. Northrop Grumman zaposluje 123,600 ljudi. Letni prihodek $30.7 miljard pa uvršča podjetje na 67 mesto najbolj donosnih podjetij v ZDA leta 2005.